# Zhao Tingting
Pour les articles homonymes, voir Tingting.
Dans ce nom chinois, le nom de famille, Zhao, précède le nom personnel.
Zhao Tingting, née le 28 novembre 1982 à Nantong, est une joueuse chinoise de badminton.

## Palmarès
- Championnats du monde de badminton
  -  Médaille d'or en double dames aux Championnats du monde de badminton 2009 avec Zhang Yawen
  -  Médaille d'argent en double dames aux Championnats du monde de badminton 2003 avec Wei Yili
  -  Médaille de bronze en double mixte aux Championnats du monde de badminton 2003 avec Chen Qiqiu (en)
- Sudirman Cup
  -  Médaille d'or en 2007
  -  Médaille d'argent en 2003
- Uber Cup
  -  Médaille d'or en 2008
- Championnats d'Asie de badminton
  -  Médaille d'argent en double mixte en 2007 avec Xu Chen
  -  Médaille de bronze en double dames en 1999 avec Zhang Yawen
  -  Médaille de bronze en double dames en 2001 avec Zhang Yawen
  -  Médaille de bronze en double dames en 2002 avec Wei Yili
  -  Médaille de bronze en double mixte en 2002 avec Wang Wei